# Полутоновое изображение

Слева — полутоновые точки, справа — пример того, как человеческий глаз видит точки с достаточного расстояния

Полутоновое изображение (англ. Halftone) — полиграфическая техника, которая имитирует изображения с непрерывными тонами с помощью точек одного цвета, изменяющихся по размеру или плотности, что создает эффект градиента.
Когда точки полутонового растра достаточно малы, человеческий глаз воспринимает полутоновые области как сплошные тона. Чем меньше точка, тем светлее область изображения в полутоновом растре.

## Цифровое растровое полутоновое изображение

### Кодирование и количество полутонов
Как и все растровые изображения, полутоновое кодируется в цифровом виде с помощью битовой карты (матрицы, хранящей значения элементов изображения (пикселов)).
Каждый пиксел полутонового изображения может кодироваться различным количеством бит, что определяет количество возможных полутонов. Например:
- 2 бита — 4 полутона;
- 3 — 8;
- 4 — 16;
- 8 — 256 и т. д.

При этом однобитовое бинарное изображение (1 бит на 1 пиксел) можно считать вырожденным полутоновым, способным передать лишь 2 полутона (чёрный и белый, например) или же его частным случаем.
Множество возможных полутонов называют уровнями серого (англ. gray scale) независимо от того, полутона какого цвета или его оттенка передаются (аналогично тому, как бинарное изображение, часто называемое «чёрно-белым», может при отображении выглядеть «чёрно-зелёным».) Таким образом, уровни серого не различаются по спектральному составу (оттенку цвета), но различаются по яркости. Количество возможных полутонов в данном случае есть глубина цвета, которую часто передают не в количестве самих полутонов, а в количестве бит на пиксел (англ. bit per pixel, bpp).
Какое из значений в допустимом диапазоне будет считаться самым ярким, а какое — самым тёмным — не имеет значения, так как число, являющееся значением каждого пиксела — всего лишь условный код яркости. Достаточно указать направление отсчёта.
Например, могут существовать полутоновые растры, где на каждый пиксел отведено 8 бит, изображение имеет 256 полутонов, а пикселы со значением 0 или 255 являются черными, и наоборот, пикселы со значением 255 или 0 — белыми, остальные полутона серого будут равномерно распределены между данными значениями цветового индекса.

### Использование
В изобразительном искусстве и быту чаще всего применяют полутоновые растры с глубиной цвета 8 бит (что равно 1 байту), то есть каждый пиксел изображения может принимать 256 различных условных значений яркости: от 0 до 255. Этого вполне достаточно, чтобы правильно отобразить чёрно-белую фотографию.
В науке и технике часто такого диапазона и дискретности представления яркости недостаточно. Например, в аэрофотосъёмке и космической съёмке на выходе могут получать полутоновые изображения с глубиной цвета (количеством бит на пиксел, bpp от англ. bit per pixel) 16 или 32.
Некоторые форматы хранения растровых изображений (например, TIFF) позволяют задавать с помощью палитры через условное значение индекса точные фотометрические характеристики изображения. Такая палитра представляет собой таблицу, где каждому условному уровню серого (задаваемому целым числом — кодом) ставится в соответствие какая-либо фотометрическая величина. Это также часто используется на практике в тех случаях, когда условного отличия яркости одного участка изображения от другого не достаточно.
Например, при дешифрировании аэрокосмических снимков с целью прогнозирования урожая или оценки поражённости вредителями необходимо знать точное количество зарегистрированного излучения.

## Усложнённые варианты

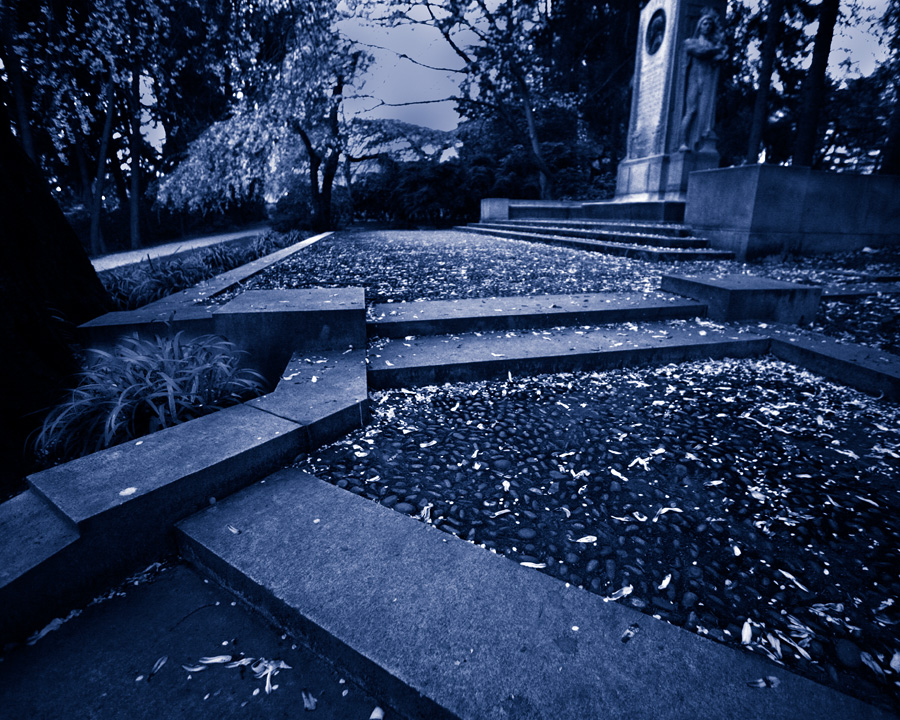
Пример режима duotone

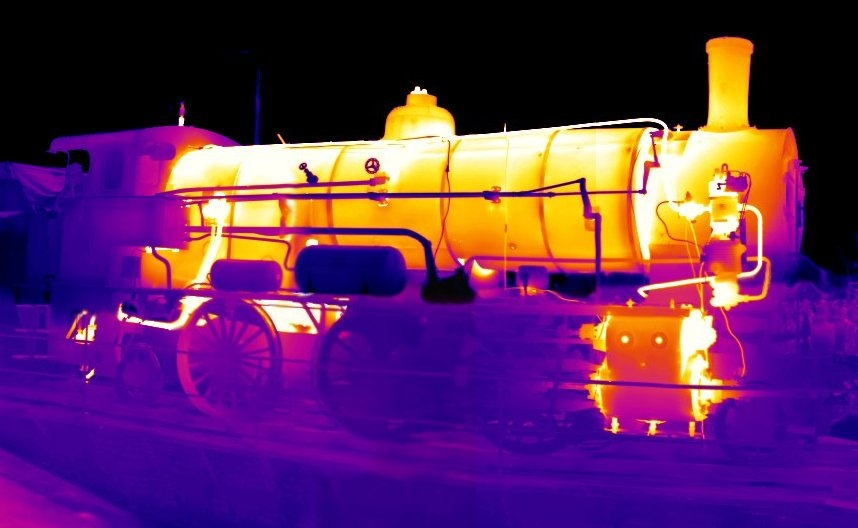
Инфракрасная фотография паровоза в ложных цветах

В некоторых случаях для достижения художественных эффектов к изменению яркости привязывается также изменение цветности по определённому алгоритму. Например, в режиме duotone минимальная яркость изображается чёрным, максимальная — белым, а промежуточные яркости, например, — синим цветом разной интенсивности и насыщенности.
К этой же категории относятся так называемые «ложные цвета», широко используемые для повышения наглядности монохромных изображений, особенно сделанных в невидимых для человеческого глаза диапазонах.